# جورجت هیر
جورجت هیر (انگلیسی: Georgette Heyer; ۱۶ اوت ۱۹۰۲ – ۴ ژوئیهٔ ۱۹۷۴) نویسنده اهل بریتانیا بود. هیر رمان‌نویس و داستان‌نویس در ژانرهای عاشقانه و پلیسی عاشقانه بود. او حرفه نویسندگی را در سال ۱۹۲۱ آغاز کرد. زمانی که او داستانی را که برای برادر کوچکترش که بیمار بود به رمان پروانه سیاه تبدیل کرد. در سال ۱۹۲۵ هیر با جورج رونالد روژیه، مهندس معدن ازدواج کرد. این زوج چندین سال در منطقه تانگانیکا و مقدونیه زندگی کردند و سپس در سال ۱۹۲۹ به انگلستان بازگشتند. پس از اینکه رمان این سایه‌های قدیمی علی‌رغم انتشار در اعتصاب عمومی ۱۹۲۶ بریتانیا محبوب شد، هیر تشخیص داد که تبلیغات برای فروش خوب ضروری نیست. او تا پایان عمر از دادن مصاحبه امتناع کرد و به یکی از دوستانش گفت: «زندگی خصوصی من به هیچ‌کس جز من و خانواده ام مربوط نمی‌شود.»
هیر اساساً ژانر عاشقانه تاریخی و زیر ژانر آن را عاشقانه شاهان را ایجاد کرد. برخی از آثار او از جین آستن الهام گرفته شده‌است. برای اطمینان از صحت، هایر آثار مرجع را جمع‌آوری کرد و یادداشت‌های مفصلی را در مورد تمام جنبه‌های زندگی می‌نگاشت. در حالی که برخی از منتقدان فکر می‌کردند رمان‌ها بیش از حد مفصل هستند، برخی دیگر سطح جزئیات را بزرگ‌ترین دارایی هایر می‌دانستند. ماهیت دقیق او در رمان‌های تاریخی اش نیز مشهود بود. هیر حتی عبور ویلیام فاتح به انگلستان را برای رمانش فاتح بازسازی کرد.
هیر در آغاز سال ۱۹۳۲ هر سال یک رمان عاشقانه و یک تریلر منتشر می‌کرد. شوهرش اغلب طرح‌های اساسی را برای توطئه‌های فیلم‌های هیجان‌انگیزش ارائه می‌کرد و هیر را مجبور می‌کرد تا روابط شخصیت‌ها و گفتگوها را توسعه دهد تا داستان را زنده کند. اگرچه بسیاری از منتقدان رمان‌های پلیسی هیر را غیراصیل توصیف می‌کنند، اما دیگرانی مانند نانسی وینگیت آن‌ها را «به‌خاطر شوخ‌طبعی و کمدی و همچنین به‌خاطر طرح‌های خوب بافته‌شده‌شان» تحسین می‌کنند.
موفقیت او گاهی با مشکلاتی که با بازرسان مالیاتی و ادعای سرقت‌های ادبی مخدوش می‌شد. هیر تصمیم گرفت که علیه سارقان مظنون ادبی شکایت نکند، اما راه‌های متعددی را برای به حداقل رساندن مسئولیت مالیاتی خود امتحان کرد. هیر مجبور شد آثاری را که «مگنوم اپوس» (سه‌گانه‌ای که دودمان لنکستر را پوشش می‌دهد) کنار بگذارد تا آثار تجاری موفق‌تری بنویسد، در نهایت هیر یک شرکت با مسئولیت محدود ایجاد کرد تا حقوق رمان‌هایش را مدیریت کند. او چندین بار متهم شد که حقوق بسیار زیادی برای خود فراهم کرده‌است و در سال ۱۹۶۶ شرکت و حقوق هفده رمان خود را به بوکر-مک کانل فروخت. هایر تا زمان مرگش در ژوئیه ۱۹۷۴ به نوشتن ادامه داد. در آن زمان ۴۸ رمان او هنوز در دست چاپ بود. آخرین کتاب او، ارباب جان، پس از مرگش منتشر شد.

## زندگی
جورجت هیر در سال ۱۹۰۲ در ویمبلدون لندن به دنیا آمد. او به نام پدرش جورج هیر نامگذاری شد. مادرش، سیلویا واتکینز، ویولن سل و پیانو خواند و یکی از سه شاگرد برتر کلاس خود در کالج سلطنتی موسیقی بود. پدربزرگ پدری هیر از روسیه مهاجرت کرده بود، در حالی که پدربزرگ و مادربزرگ مادری او قایق‌های یدک‌کش در رودخانه تیمز داشتند.